# Acid corismic
Acidul corismic (adesea sub forma anionului corismat) este un acid dicarboxilic hidroxilic și ciclic și este un important intermediar în biochimia plantelor și a microorganismelor. Este un precursor pentru mulți compuși, precum: aminoacizi aromatici (triptofan, fenilalanină și tirozină), indoli, acid salicilic și alcaloizi și compuși aromatici. Participă la calea acidului shikimic.